# 신세대 보고 - 어른들은 몰라요의 에피소드 목록 (1997년)
이 문서는 한국방송공사가 제작 및 방송한 시추에이션 드라마인 《신세대 보고 - 어른들은 몰라요》의 1997년 에피소드 목록을 정리한 문서이다.

## 에피소드 목록
| 회차    | 방송 일자 | 부제                      | 극본           | 연출           | 출연 | 비고       |
| ------- | --------- | ------------------------- | -------------- | -------------- | --- | ---------- |
| 제86회  | 1월 2일   | 아버지의 노래             | 이향희, 양원희 | 김학순, 강성철 | 김혜경, 양재성, 이금복, 임미영, 허준혁(허정민), 조민경, 한소연, 이지형, 이계영, 강신조, 박남춘 |            |
| 제87회  | 1월 9일   | 아르바이트 특급작전       | 김지우, 양원희 | 황제연, 강성철 | 한태희, 박진형, 우다연, 조현철(조성원), 한혜진, 이호영, 강수영, 김동주, 서혜운, 이상훈, 김태양, 강신조, 이우석, 원영애, 강민석, 김선, 김미경, 정원일, 오은주, 오은정                                       |            |
| 제88회  | 1월 16일  | 세상이 아름다운 이유      |                | 한철경         | 김준규, 박소정(고은영), 안재모, 오현철, 안해숙 |            |
| 제89회  | 1월 23일  | 벽과 통로                 | 이향희, 양원희 | 함형진, 강성철 | 김상엽, 오유나, 이성용, 남윤정, 이계영, 김동주, 이기철, 안승철, 이승민, 박성옥, 곽상호 |            |
| 제90회  | 1월 30일  | 청춘 별곡                 | 이향희, 양원희 | 함형진, 강성철 | 김혜경, 안재모, 박미선, 이승준, 유헌호, 원종선, 신태윤, 윤관용, 최화영, 장영주 |            |
| 제91회  | 2월 6일   | 우리들의 자화상           | 김지우, 양원희 | 김학순, 강성철 | 박인선, 박소정(고은영), 황윤미(고은채), 안미정, 나성균, 강신조, 김동주, 안운호, 임지혜, 박윤희, 이레이, 한지운, 이용인, 안승민, 김재환, 이미애                                                             |            |
| 제92회  | 2월 13일  | 남자와 여자가 만날 때     | 홍자람, 양원희 | 황제연, 강성철 | 전해림(하지원), 한혜진, 정연주, 박유정, 박진형, 김상엽, 이상훈, 조완웅, 정명환, 온영삼, 강민석, 성영우, 이종근, 김준례, 한상진, 박효진                                                                     |            |
| 제93회  | 2월 20일  | 가장 높이 나는 새         | 이수재, 양원희 | 한철경, 강성철 | 박소정(고은영), 김혜경, 김효진, 이계영, 이금복, 오현철, 천미나, 김은경, 양재원 |            |
| 제94회  | 2월 27일  | 새, 날다                  | 이향희, 양원희 | 신재국, 강성철 | 고동혁, 김대현, 박인규, 이윤녕, 서윤경, 정진영, 박건식, 신태윤, 전국근, 김용준, 김명철, 배수만 |            |
| 제95회  | 3월 6일   | 인형의 반란               | 김지우, 양원희 | 박찬홍, 강성철 | 김민지, 안미정, 오유나, 김동주, 안대용, 오경은, 이기철, 박규식, 권오균, 이연지, 김지혜 |            |
| 제96회  | 3월 13일  | 천재와 바보               | 홍자람, 양원희 | 황제연, 강성철 | 박진형, 조희, 최성원, 김영득(김영민), 김성화, 이병철, 신용규, 이성용, 최윤순, 성영우 |            |
| 제97회  | 3월 20일  | 수호천사                  | 이향희, 양원희 | 한철경         | 채민희(채은재), 임미영, 천미나, 최영완, 김영희, 주수정, 김건호, 정순례, 김민경 |            |
| 제98회  | 3월 27일  | 우리는 영화를 꿈꾼다      | 이수재, 양원희 | 신재국         | 최호중, 편기연, 김상엽, 이계영, 이정성, 문승관, 김용준, 김신영, 양동희, 조세영, 이종민 |            |
| 제99회  | 4월 3일   | 사막을 건너는 법          | 김지우, 양원희 | 박찬홍         | 최민용, 양동근, 박성욱, 이금복, 김하균, 이원발, 서미애, 김나영, 도승지, 조경묵 |            |
| 제100회 | 4월 10일  | 우리 생애 최고의 수학여행 | 홍자람, 양원희 | 황제연         | 우다연, 전해림(하지원), 유은정, 김지연, 김은경, 박재현, 이세창, 이병철, 권이지, 전희정, 이지윤, 최자영, 정미경, 박지남                                                                                     |            |
| 제101회 | 4월 17일  | 내 친구가 있는 풍경       | 이수재, 양원희 | 한철경         | 박소정(고은영), 권지혜, 이계영, 김효진, 양재성, 남윤정, 김경응, 박선주, 천미나, 하영애, 원효림, 최혜린 |            |
| 제102회 | 4월 24일  | 시계의 운명               | 이향희, 양원희 | 신재국         | 채민희(채은재), 황윤미(고은채), 김민지, 김영희, 정호범, 이지원, 서윤경, 임지은, 이시현, 함석훈, 주효만, 김대현, 김건호, 봉혜선                                                                             |            |
| 제103회 | 5월 1일   | 비틀즈를 좋아하세요?      | 김지우, 양원희 | 박찬홍         | 최민용, 윤지영(윤지민), 정소영(정은찬), 신경철, 김호영, 이금복, 박칠용, 남병훈 |            |
| 제104회 | 5월 8일   | 문 밖의 아이들            | 이수재, 양원희 | 황제연         | 편기연, 김유호, 강용석(강지우), 박영목, 안해숙, 이성용, 강수영, 신용규, 이계영, 최민우, 배영일, 김미연, 이현숙, 김태범                                                                                     |            |
| 제105회 | 5월 15일  | 7년 만의 만남             | 양원희, 홍자람 | 이제헌         | 양재성, 권도경, 최병학, 최연수, 임미영, 서윤경 |            |
| 제106회 | 5월 22일  | 아빠를 위하여             | 김지우, 양원희 | 한철경         | 박소정(고은영), 오현철, 박은수, 이주경, 박유정, 정순례, 주수정, 최상일, 이계영 |            |
| 제107회 | 5월 29일  | 초록 호기심               | 이향희, 양원희 | 신재국         | 황윤미(고은채), 채민희(채은재), 서윤경, 육동일, 남윤정, 박진형, 이기철, 이종남 |            |
| 제108회 | 6월 5일   | 형과 아우                 | 홍자람, 양원희 | 박찬홍         | 김상엽, 편기연, 오유나, 김호영, 이금복, 박규식, 이계영, 이건호, 정범, 왕건종, 이남숙 |            |
| 제109회 | 6월 12일  | 고백                      | 김지우, 양원희 | 황제연         | 채민희(채은재), 박진형, 최우미, 임미영, 조희, 김지연, 전해림(하지원), 이현균(재희), 김준례, 정다비, 김혜옥, 강민석, 박혜리, 남현주, 김정화, 최민우, 이수환, 김기훈, 김병철, 오지현, 조미영, 심현미, 강서영 |            |
| 제110회 | 6월 19일  | 수능 전야                 | 이향희, 양원희 | 이제헌         | 이인혜, 박소정(고은영), 안미정, 이기철, 이종남, 나성균, 안해숙, 박선주, 이진 |            |
| 제111회 | 6월 26일  | 조약돌의 노래             | 이수재, 양원희 | 한철경         | 권지혜, 서윤경, 편기연, 나경민, 김지현, 김호영, 연운경, 김진구, 최상길 |            |
| 제112회 | 7월 3일   | 헤라의 신전               | 홍자람, 양원희 | 신재국         | 김민지, 조민경, 황윤미(고은채), 오유나, 차승민, 천미나, 최병학, 김영신, 강소영, 김민희 |            |
| 제113회 | 7월 10일  | 꼴찌의 날개               | 김지우, 양원희 | 박찬홍         | 육동일, 이현균(재희), 정범, 이범석, 이원발, 권혁풍, 김동주, 김대수 |            |
| 제114회 | 7월 17일  | 비밀상자                  | 이향희, 양원희 | 이제헌         | 채민희(채은재), 서재경, 이금복, 전성훈, 이설아, 한소현, 고동혁, 이윤녕, 박인규, 이주석, 박지미(박가령)(아역), 오민우(아역)                                                                                 |            |
| 제115회 | 7월 24일  | 친구 만들기               | 김지우, 양원희 | 황제연         | 임미영, 박소정(고은영), 김혜진, 한혜진, 김혜정, 정명환, 김미영, 임나영, 고보라, 안희정, 송지연 |            |
| 제116회 | 7월 31일  | 두번째 약속               | 이기순, 양원희 | 한철경         | 이인혜, 송혜교, 오유나, 천미나, 양재원, 이계영, 주수정, 김영신, 안해숙, 김민경, 이진 |            |
| 제117회 | 8월 7일   | 세희의 눈물               | 이향희, 양원희 | 신재국         | 채민희(채은재), 유은정, 황윤미(고은채), 서윤경, 조민경, 김종구 |            |
| 제118회 | 8월 14일  | 그들만의 여름             | 김지우, 양원희 | 박찬홍         | 육동일, 조희, 편기연, 김하균, 김동주, 이기철, 김진구, 정연금, 이용인, 장창주, 장세연, 박재홍 |            |
| 제119회 | 8월 21일  | 승리                      | 이향희, 양원희 | 이제헌         | 양동근, 김용우(기태영), 이범석, 김준혁, 김주영, 이원발, 허맹호, 이금복, 양현태(박도유), 윤진구, 김신영 |            |
| 제120회 | 8월 28일  | 열여덟 스물               | 양원희, 이기순 | 황제연         | 조현철(조성원), 한태희, 박진형, 육동일, 최진수, 김기훈, 한희석, 허수민, 임영란(임하림), 정현대, 최서우, 조형진, 김진연, 김성진                                                                             |            |
| 제121회 | 9월 4일   | 두 남자                   | 김지우         | 한철경         | 양재성, 이현균(재희), 하다솜, 문혁, 김준규, 김연수, 최상길, 박주희, 이영희, 이용인 |            |
| 제122회 | 9월 11일  | 달의 몰락                 | 이향희, 양원희 | 신재국         | 이인혜, 채민희(채은재), 노정명, 신미경, 정호범, 김민희, 이종길, 민경조, 안해숙, 김지예, 이시화, 홍수현, 강미광                                                                                             |            |
| 제123회 | 9월 18일  | 에덴의 아이들             | 양원희, 이기순 | 박찬홍         | 박소정(고은영), 오유나, 김광영, 강미, 육동일, 편기연, 최민용, 양동근, 명영화, 이미나, 공혜경, 배미영, 조정래, 이용인                                                                                       |            |
| 제124회 | 9월 25일  | 나는 다르게 시작한다      | 김지우, 양원희 | 이제헌         | 강현종, 손무, 이승준, 김하균, 이규복, 김동주, 김지영, 성현우, 곽병철, 김주성 |            |
| 제125회 | 10월 2일  | 별을 따는 아이들          | 홍자람, 양원희 | 황제연         | 조현철(조성원), 연개소문(김영현), 박민승, 김기훈, 김성진, 신용규, 이성용, 강민석, 강수영, 오미영, 온영삼, 김용수, 안형정, 김미영, 박혜리, 안동석, 권성규, 곽주은, 최서우, 최진수, 조형진, 성영우           |            |
| 제126회 | 10월 9일  | 금지된 자유               | 이향희, 양원희 | 한철경         | 서윤경, 박성미, 권지혜, 박유정, 이승민, 육동일, 강진아, 연운경, 김경응 |            |
| 제127회 | 10월 16일 | 학교 밖의 학교            | 이기순, 양원희 | 신재국         | 문혁, 이문수, 양현태(박도유), 양동재, 전나리, 허맹호, 박용진, 성인자, 강수영, 정연금, 최상현, 이정학, 최진숙, 김성실, 금준희                                                                               |            |
| 제128회 | 10월 24일 | 마지막 비상구             | 이향희, 양원희 | 박찬홍         | 한승연, 채민희(채은재), 권지혜, 이은비, 김하균, 김동주, 주상욱, 장주연 | 2TV로 이동 |
| 제129회 | 10월 31일 | 죽은 천사의 사회          | 홍자람, 양원희 | 이제헌         | 이승민, 전유경, 권지혜, 강진아, 도지원(임서연), 정순례, 권혁풍, 양동재, 김민경, 이영희, 이계영 |            |
| 제130회 | 11월 7일  | 땅콩과 킹콩               | 김지우, 양원희 | 신재국         | 양현석(양희석), 최지원, 정범, 최병헌, 최영완, 김은비, 조정래, 허맹호, 장창주, 주부진 |            |
| 제131회 | 11월 14일 | 4등급의 선택              | 이기순, 양원희 | 김형일         | 채민희(채은재), 오유나, 원효림, 안미정, 김리나, 박지일, 이금복, 안해숙, 홍소영, 유상봉, 김재종 |            |
| 제132회 | 11월 21일 | 학교는 있다               | 이향희, 양원희 | 이제헌         | 정소영(정은찬), 조희, 편기연, 김주성, 박진형, 김찬민, 육동일, 조정래, 양현태(박도유), 박재필, 김영완, 박춘수, 나성균                                                                                       |            |
| 제133회 | 11월 25일 | 억세게 재수 없는 날       | 홍자람, 양원희 | 심광흠         | 권지혜, 박유정, 이신애, 김성실, 고동현, 정범, 곽상호, 나경민, 연운경, 이원발, 김하균, 양동재, 이진, 김동근, 김윤미                                                                                         |            |
| 제134회 | 12월 2일  | 동휘와 동희               | 김지우, 양원희 | 박찬홍         | 김래원, 김혜경, 황윤미(고은채), 양현태(박도유), 최승일, 박건식, 이금복, 김동주, 오주이(우정출연), 민성기(강동우체국)                                                                                       |            |
| 제135회 | 12월 9일  | PC통신 주식회사           | 양원희, 이기순 | 신재국         | 육동일, 김상엽, 박소정(고은영), 윤상연, 김두환, 이호연, 유진남, 윤진구, 김대수, 박윤영, 양지원, 홍수현, 권선아, 김호영, 김효진, 김연수, 이계영, 양동재, 박정학                                             |            |
| 제136회 | 12월 16일 | 우리는 지금 슈로 간다     | 이향희, 양원희 | 김형일         | 한승연, 임미영, 김주성, 김다혜, 권은희, 임진희, 김준규, 김신영, 정범, 조정래, 서현기, 김대수, 장주연, 정순례, 정미희, 김주윤, 권혁풍, 김민경, 장창주, 한성희, 김재종                                       |            |
| 제137회 | 12월 23일 | 소문과 거짓말             | 이향희         | 이제헌         | 권지혜, 서윤경, 이승민, 안미정, 김민지, 김혜경, 김보경, 최영완, 박유정, 강진아, 박윤영, 최희연, 지미숙, 이성용, 박현심, 이원발, 한상희                                                                     |            |
| 제138회 | 12월 30일 | 집으로 가는 먼길          | 김지우         | 심광흠         | 정소영(정은찬), 육동일, 권병길, 김찬민, 주상욱, 윤상연, 정영광, 이계영, 이경순, 이금복 |            |